# Jamides porphyris
Jamides porphyris är en fjärilsart som beskrevs av Holland 1900. Jamides porphyris ingår i släktet Jamides och familjen juvelvingar. Inga underarter finns listade i Catalogue of Life.